# جرج گریفیث (بازیکن فوتبال، زاده ۱۹۲۴)
جرج گریفیث (انگلیسی: George Griffiths; ۲۳ ژوئن ۱۹۲۴ – ۸ ژانویهٔ ۲۰۰۴) بازیکن فوتبال بود.
از باشگاه‌هایی که در آن بازی کرده‌است می‌توان به باشگاه فوتبال بری اشاره کرد.